# Neoporus lynceus
Neoporus lynceus är en skalbaggsart som först beskrevs av Sharp 1882.  Neoporus lynceus ingår i släktet Neoporus och familjen dykare. Inga underarter finns listade i Catalogue of Life.